# Výhrada lepšího kupce
Výhrada lepšího kupce poskytuje prodávajícímu možnost ve sjednané lhůtě zrušit nevýhodný prodej a prodat věc lepšímu kupci.
Patří mezi vedlejší ujednání v kupní smlouvě a je právně zakotvena v § 2152–2153 občanského zákoníku (zákon č. 89/2012 Sb.).

## Výklad
Jedná se o ustanovení ve prospěch prodávajícího. V případě uzavření kupní smlouvy s dodatkem výhrady lepšího kupce se kupující vystavuje riziku, že bude koupě zmařena, pokud prodávající najde lepšího kupce.
Důvody pro uzavření takové smlouvy mohou být různé. Z hlediska prodávajícího může být výhrada lepšího kupce výhodná, pokud se v současné době neorientuje na trhu a potřebuje věc prodat rychle bez zjišťování výhodnosti prodeje. Ze strany kupujícího může být naopak výhodná nižší cena, pokud se místo něj nenajde lepší kupec.

## Lhůta pro nalezení lepšího kupce
Lhůta pro nalezení lepšího kupce by měla být dohodnutá mezi oběma stranami smlouvy. Pokud se tak nestalo, je její délka dána zákonem. Ta je u koupě movité věci 3 dny a u koupě nemovité věci 1 rok od uzavření smlouvy.

## Lepší kupec
Který kupec je lepší, je čistě na posouzení a úvaze prodávajícího. Ten se tedy může rozhodnout např. na základě ceny, ale také jakékoli jiné skutečnosti. Prodávající není povinen své rozhodnutí zdůvodňovat. Případná kritéria však mohou být sjednána v rámci smlouvy.
Pokud prodávající najde lepšího kupce, je původní smlouva zrušena.